# الإبادة الجماعية في التاريخ (من الحرب العالمية الأولى حتى الحرب العالمية الثانية)
الإبادة الجماعية هي التدمير المتعمد والمنهجي، كليًا أو جزئيًا، لمجموعة إثنية، أو عرقية، أو دينية، أو قومية. صاغ المصطلح رافائيل لمكين عام 1944. عُرفت في المادة الثانية من اتفاقية منع جريمة الإبادة الجماعية والمعاقبة عليها (سي بّي بّي سي جي) لعام 1948 على أنها «أي من الأفعال المرتكبة، بقصد التدمير الكلي أو الجزئي، تجاه الجماعات القومية، أو الإثنية، أو العرقية، أو الجماعة الدينية، وفق النحو التالي: قتل أعضاء المجموعة، أو إلحاق ضرر جسدي أو عقلي خطير بأفراد الجماعة، أو تعمد إلحاق الضرر بالظروف المعيشية للجماعات كليًا أو جزئيًا، أو فرض تدابير تهدف إلى منع الإنجاب داخل المجموعة، [بالإضافة إلى] نقل أطفال المجموعة قسرًا إلى مجموعة أخرى».
ورد في ديباجة سي بّي بّي سي جي أن «الإبادة الجماعية جريمة بموجب القانون الدولي، وتتعارض مع روح وأهداف الأمم المتحدة ويدينها العالم المتحضر» وأنه «في جميع فترات التاريخ، ألحقت الإبادة الجماعية خسائر جسيمة بالبشرية».
إن تحديد الأحداث التاريخية التي تشكل إبادة جماعية وأيها مجرد سلوك إجرامي أو غير إنساني ليس بالأمر الواضح. في كل الحالات تقريبًا التي انتشرت فيها اتهامات بالإبادة الجماعية، عارض أنصار من مختلف الأطراف بشدة تفاصيل الحدث وتفسيره، وغالبًا إلى حد تصوير روايات مختلفة تمامًا للحقائق.

## التعريفات البديلة
يستمر الجدل حول ما يعتبر إبادة جماعية من الناحية القانونية. يشير أحد التعاريف على أنه أي نزاع حددته المحكمة الجنائية الدولية على هذا النحو. لم تُصنف عدد من النزاعات التي وصفت بالإبادة الجماعية في الصحافة الشعبية على هذا النحو.
جادل إم حسن كاكار بأن التعريف يجب أن يشمل الجماعات السياسية أو أي مجموعة يحددها الجاني وفق ذلك. كما أنه يفضل التعريف من تشالك وجوناسون: «الإبادة الجماعية هي شكل من أشكال القتل الجماعي من جانب واحد حيث تنوي دولة أو سلطة أخرى تدمير جماعة حددها الجاني على هذا النحو».
جادل بعض نقاد هذا التعريف الدولي بأن التعريف متأثر بجوزيف ستالين لاستبعاد الجماعات السياسية.
وفقًا لآر جي روميل، للإبادة الجماعية معانٍ متعددة. المعنى العادي هو قتل الحكومة لأناس بسبب انتمائهم القومي، أو العرقي، أو الديني، وعُرّف المعنى القانوني من قبل سي بّي بّي سي جي. وهذا يشمل إجراءات مثل منع الولادات أو نقل الأطفال قسرًا إلى مجموعة أخرى. ابتكر روميل مصطلح «إبادة الشعب» ليشمل الاعتداءات على الجماعات السياسية.
تتضمن هذه المقالة الأعمال الوحشية التي وصفت بأنها إبادة جماعية من قبل مصدر موثوق به، سواء كان ذلك مدعومًا بمنح دراسية عامة أم لا. وقد تشمل هذه الأعمال القتل الجماعي، والترحيل الجماعي، والإبادة السياسية، والإبادة الجماعية، والحرمان من الطعام و/أو غيرها من ضرورات الحياة، أو الموت عن طريق التعرض المتعمد لعوامل الأمراض المعدية أو مجموعات من هذه العوامل. وهكذا فإن الأمثلة المذكورة قد تشكل إبادة جماعية بحكم تعريف الأمم المتحدة، أو بأحد التفسيرات البديلة.